# Rajd Austrii 1972
Rajd Austrii 1972 (43. Int. Österreichische Alpenfahrt) – rajd samochodowy rozgrywany w Austrii od 6 do 8 września 1972 roku. Była to szósta runda Międzynarodowych Mistrzostw Producentów w roku 1972. Rajd został rozegrany na nawierzchni szutrowej.

## Wyniki końcowe rajdu[1]
| Msc. | Kierowca            | Pilot           | Samochód                | Czas      | Strata     |
| ---- | ------------------- | --------------- | ----------------------- | --------- | ---------- |
| 1.   | Håkan Lindberg      | Helmut Eisendle | Fiat 124 Spider         | 4:17:05.0 | -          |
| 2.   | Günther Janger      | Harald Gottlieb | Volkswagen Käfer 1302 S | 4:25:05.5 | +8:00.5    |
| 3.   | Per Eklund          | Bo Reinicke     | Saab 96 V4              | 4:32:17.5 | +15:12.5   |
| 4.   | Herbert Grünsteidl  | Georg Hopf      | Volkswagen Käfer 1302 S | 4:35:20.7 | +18:15.7   |
| 5.   | Erich Haberl        | Johann Fritz    | Porsche 911 S           | 4:41:54.7 | +24:49.7   |
| 6.   | Gunnar Blomqvist    | Gerhard Kalnay  | Opel Ascona             | 4:43:45.4 | +26:40.4   |
| 7.   | Victor Dietmayer    | Oswald Schurek  | BMW 2002 Ti             | 5:34:43.4 | +1:17:38.4 |
| 8.   | Wolfgang Löffelmann | Peter Wjzner    | Alfa Romeo Giulia Super | 6:15:57.9 | +1:58:52.9 |